# Câu lạc bộ bóng đá Quy Nhơn United
Câu lạc bộ bóng đá Quy Nhơn United (tiếng Anh: Quy Nhon United Football Club) là một câu lạc bộ bóng đá chuyên nghiệp Việt Nam có trụ sở tại phường Quy Nhơn, tỉnh Gia Lai. Đội bóng hiện đang thi đấu ở Giải hạng Nhất Quốc gia, giải đấu cao thứ hai trong hệ thống giải đấu bóng đá Việt Nam. Sân nhà của đội là sân vận động Quy Nhơn có sức chứa 20.000 người.

## Lịch sử

### Khởi đầu
Cột mốc đầu tiên quan trọng của đội bóng là trận đấu giao hữu giữa đội bóng đá thanh niên Quy Nhơn và đội bóng đá thanh niên An Nhơn diễn ra ngày 1 tháng 5 năm 1975. Sau trận đấu này, Đội bóng đá Thanh niên Bình Định được thành lập với lực lượng nòng cốt từ 2 đội bóng trên do ông Lựu làm trưởng đoàn, với các cầu thủ Phan Kim Lân (Lân Vẽ), Đặng Gia Mẫn (Mẫn Lùn), Tống Anh Hoàng (tên thường gọi là A), Lê Thanh Huy, Lê Văn Minh, Nguyễn Văn Thìn, Võ Văn Cang, Nguyễn Văn Hà (Sơn Địa), thủ môn Lân Móm... Sau khi thành lập, trong tháng 5 năm 1975, đội đã có 2 trận đấu giao hữu với đội Khánh Hòa tại Ninh Hòa và Nha Trang cùng 2 trận giao hữu với đội Quảng Nam Đà Nẵng tại Hội An và Đà Nẵng.
Năm 1976, đội tham gia Giải bóng đá Trường Sơn và đoạt được giải phong cách. Sau giải này, đội tham gia vào các giải đấu quốc gia để có thể thăng lên hạng A phong trào và được đánh giá là một trong những đội bóng địa phương có thành tích thi đấu đáng chú ý.
Năm 1980, Đội bóng đá Công nhân Nghĩa Bình được thành lập trên nòng cốt là đội Thanh niên Bình Định, bổ sung các cầu thủ như: Dương Ngọc Hùng, Nguyễn Ngọc Thiện, Trần Minh Cảnh... và tham gia giải bóng đá A1 toàn quốc. Tại giải này, đội nằm ở bảng A, cùng với các đội Cảng Sài Gòn, Công an Hà Nội, Quân khu 3, Công nghiệp Thực phẩm và Tiền Giang. Ở vòng đấu bảng, đội xếp hạng 4 với 9 điểm, ghi được 11 bàn và để lọt lưới 16 bàn.

### Thời kỳ mang tên Bình Định
Sau mùa bóng 1989, đội tách thành 2 đội bóng riêng biệt. Các cầu thủ Bùi Văn Sỹ, Tạ Mạnh Thôi... về Đội bóng đá Quảng Ngãi. Thành phần còn lại thành lập nên Đội bóng đá Bình Định, với dàn cầu thủ bổ sung Nguyễn Ngọc Thái, Phan Tôn Quyền, Lê Ngọc Dũng, Nguyễn Xuân Hoánh, Nguyễn Văn Cường, Trần Kim Đức, Nguyễn Công Long, Nguyễn Hoàng Anh Dũng...
Tại mùa giải 1995, đội bỏ không thi đấu vòng play-off cùng với các đội Quảng Nam Đà Nẵng, Long An, Sông Bé để phản ứng với Ban tổ chức giải về những vấn đề liên quan đến tiêu cực, do đó bị kỷ luật xuống hạng.
Sau khi giành được suất thăng hạng, với mùa bóng 1998 không thành công, đội lại bị xuống hạng và chỉ trở lại giải đấu cao nhất tại mùa giải 2001-2002. Tại giải này, đội xếp thứ tư chung cuộc, với 26 điểm chung cuộc, thắng 7 hòa 5 và thua 6.
Mùa bóng 2003 đánh dấu nhiều cột mốc đáng nhớ của đội. Đây là mùa bóng đầu tiên đội có cầu thủ nước ngoài trong đội hình với các cầu thủ người Thái Lan, nổi bật nhất với Issawa. Bên cạnh vị trí thứ tư chung cuộc tại Giải bóng đá vô địch quốc gia Việt Nam 2003, đội còn giành được Cúp quốc gia cùng năm. Mùa bóng 2004, đội xếp giữa bảng V-League và bảo vệ thành công danh hiệu vô địch Cúp quốc gia. Đây cũng là mùa bóng đầu tiên đội tham dự AFC Champions League. Sau những thành công nói trên, Công ty cổ phần ô tô xe máy Hoa Lâm đã quyết định trở thành nhà tài trợ chính thức cho đội bóng với mức 12 tỷ đồng cho thời gian 3 năm. Ngày 7 tháng 8 năm 2004, đội chính thức chuyển sang mô hình bán chuyên nghiệp với tên gọi Câu lạc bộ bóng đá Hoa Lâm Bình Định.
Tuy nhiên, tại Giải bóng đá vô địch quốc gia 2005, đội thi đấu không thành công, xếp gần cuối bảng. Công ty Hoa Lâm rút tài trợ, Tổng công ty Sản xuất đầu tư dịch vụ xuất nhập khẩu Bình Định (PISICO) trở thành nhà tài trợ chính cho đội với mức 2 tỷ đồng theo từng năm. Với tên gọi Câu lạc bộ bóng đá PISICO Bình Định, tại mùa bóng 2006, đội thi đấu thành công với vị trí thứ 3 trên bảng xếp hạng, đồng thời đoạt vị trí Á quân tại Cúp quốc gia 2007.

### Thời kỳ khủng hoảng
Mùa bóng 2008, đã co rất nhiều điều không hay xảy ra với đội bóng. Hầu như toàn bộ cầu thủ thuộc thế hệ vàng của Bình Định đã ra đi hoặc nghỉ thi đấu, đội phải thi đấu với thành phần chính là các cầu thủ trẻ. Bên cạnh đó, mặc dù là đội bóng đầu tiên trong nước nhận được sự tài trợ của một thương hiệu nước ngoài (sơn Boss của hãng 4 Oranges), đội suýt phải ra tòa do lãnh đạo vi phạm hợp đồng. Mặc dù sự việc sau đó đã được dàn xếp và đội thi đấu tại mùa giải 2008 với tên mới Câu lạc bộ bóng đá Boss Bình Định, nhưng khủng hoảng đã ảnh hưởng đến thành tích thi đấu khi đội xếp cuối bảng và bị xuống hạng cùng với Hòa Phát Hà Nội và Hà Nội - ACB.
Năm 2009, đội chính thức chuyển sang mô hình chuyên nghiệp, đặt dưới sự quản lý của Công ty Cổ phần Bóng đá SQC Bình Định, thi đấu dưới tên gọi Câu lạc bộ bóng đá SQC Bình Định.
Năm 2014, cuộc khủng hoảng rơi xuống tận đáy khi không có kinh phí nên Bình Định bỏ giải, bị đánh xuống hạng Ba. Lực lượng cầu thủ của đội bóng Bình Định chủ yếu là các cầu thủ trẻ lứa tuổi U-21, thậm chí có cầu thủ ở lứa U-17, do HLV Phan Tôn Quyền cầm quân.
Năm 2015, CLB Bình Định thi đấu thăng hạng Nhì Quốc gia. Đến năm 2017, đội thi đấu và giành quyền thăng hạng Nhất mùa giải 2018.

### Trở lại V.League
Ngày 17 tháng 5 năm 2018, câu lạc bộ bóng đá Bình Định chính thức ký hợp đồng hợp tác với Công ty Cổ phần Tập đoàn TMS, ra mắt Câu lạc bộ bóng đá Bình Định TMS. Tại giải hạng Nhất quốc gia 2018, Bình Định TMS xếp thứ 9. Sang mùa giải 2019, đội bóng không còn gắn tên cùng với nhà tài trợ, đăng ký thi đấu với tên gọi Câu lạc bộ bóng đá Bình Định, xếp thứ 11 giải hạng Nhất quốc gia 2019.
Câu lạc bộ đã toàn thắng toàn bộ giai đoạn 2 V.League 2 - 2020, bao gồm các đối thủ trực tiếp cạnh tranh như Bà Rịa – Vũng Tàu hay Khánh Hòa và kết thúc với chiến thắng 1-0 trước Phố Hiến trên sân nhà Quy Nhơn. Như vậy, sau 12 năm vắng bóng sân chơi cao nhất Việt Nam, câu lạc bộ đã chính thức trở lại Giải bóng đá Vô địch Quốc gia 2021 với chiếc cúp vô địch Hạng nhất Quốc gia 2020.

#### Dấu mốc quan trọng
Vào ngày 25/12/2020, Hưng Thịnh Land và TopenLand Việt Nam trở thành 2 nhà tài trợ chính của Bình Định trong 3 mùa giải V.League, từ mùa giải 2021 đến giải mùa 2023 với tổng kinh phí lên đến 300 tỷ đồng. Đội bóng đất võ chính thức đổi tên thành Câu lạc bộ bóng đá TopenLand Bình Định.
Ngay trong mùa giải đầu tiên trở lại V.League, thành tích của câu lạc bộ TopenLand Bình Định cũng khá ấn tượng khi đứng thứ 8 sau 12 vòng đấu đầu. Đội bóng đất võ giành được 16 điểm với 4 trận thắng, 4 trận hòa và 4 trận thua. Cách nhóm tranh chức vô địch đúng 1 điểm. Tuy nhiên, do ảnh hưởng của dịch COVID-19 tại Việt Nam nên mùa giải 2021 đã phải kết thúc giữa chừng.
Năm thứ 2 trở lại V.League, ngày 19/11/2022 trên sân Quy Nhơn, câu lạc bộ TopenLand Bình Định đã thắng TP.HCM 2-1 ở lượt cuối V.League 2022, giành huy chương đồng. Đây là thành tích mà đội bóng đất võ phải chờ 16 năm mới có thể tái lập sau khi giành hạng 3 vào mùa giải năm 2006. Tại Cúp Quốc gia 2022, CLB bóng đá TopenLand Bình Định đã vào đến trận chung kết và để thua CLB Hà Nội với tỷ số 2-0.

#### Từ 2023-nay
Tại mùa giải 2023, câu lạc bộ bóng đá Topenland Bình Định bắt đầu mùa giải mới bằng trận đấu với tân binh Công an Hà Nội trên sân khách. Tuy nhiên, đội đã thất thủ sốc với tỉ số 5-0. Trong 3 lượt đấu tiếp theo, đội thắng 3 trận liên tiếp, dẫn đầu bảng xếp hạng nhưng lại để thua Thanh Hóa ở vòng 5. Đội đứng ở vị trí 6 khi lượt đi kết thúc với thành tích 5 trận thắng, 4 hòa và 4 thua. Tuy vậy, đội thi đấu không tốt ở lượt về và xếp ở vị trí 7 khi mùa giải kết thúc, khi thắng 6, hòa 6 và thua đến 8, ghi được 23 bàn và để thủng lưới 28 bàn. Ở Cúp Quốc gia, đội thắng Quảng Nam và Hồng Lĩnh Hà Tĩnh nhưng để thua đáng tiếc trước Viettel ở phút 90 và đành dừng bước tại bán kết.
Ngày 22 tháng 9 năm 2023, Câu lạc bộ bóng đá TopenLand Bình Định công bố tên gọi mới thành Câu lạc bộ bóng đá Quy Nhơn Bình Định để thi đấu tại mùa giải V.League 2023–24. Trong vòng 3 tháng, vào ngày 01/12/2023, đội bóng lại đổi tên thành Câu lạc bộ bóng đá MerryLand Quy Nhơn Bình Định theo tên nhà tài trợ chính là MerryLand Quy Nhơn sau khi nhận được sự chấp thuận từ Liên đoàn bóng đá Việt Nam – VFF. Tại mùa giải 2023–24, dưới sự dẫn dắt của huấn luyện viên Bùi Đoàn Quang Huy, câu lạc bộ có hàng công và hàng thủ tốt thứ hai trong suốt giải đấu và kết thúc với vị trí Á quân lần đầu tiên trong lịch sử của đội bóng, chỉ kém nhà vô địch giải đấu Thép Xanh Nam Định 6 điểm. Sau khi mùa giải kết thúc, câu lạc bộ đổi tên lại thành Câu lạc bộ bóng đá Quy Nhơn Bình Định.

## Sân vận động
Xêm thêm tại: Sân vận động Quy Nhơn

Sân vận động Quy Nhơn, TP. Quy Nhơn, Bình Định, Việt Nam

Sân vận động Quy Nhơn là sân nhà của câu lạc bộ bóng đá Quy Nhơn Bình Định với sức chứa 20.000 chỗ ngồi, tọa lạc tại trung tâm thành phố biển Quy Nhơn.
Sân Quy Nhơn được khởi công xây dựng vào năm 1976. Trải qua nhiều thập kỷ, sân bóng từng chứng kiến những thăng trầm của bóng đá đất võ đã xuống cấp rất nhiều từ hệ thống mặt cỏ, khán đài, các phòng chức năng...
Sau khi đội bóng đá Bình Định giành quyền lên hạng V.League 2021, UBND tỉnh Bình Định đã phối hợp cùng nhà tài trợ là Tập đoàn Hưng Thịnh cải tạo toàn diện, nâng cấp sân Quy Nhơn với các hạng mục thiết yếu như: mặt sân cỏ, dàn đèn chiếu sáng, nền các khán đài, các phòng chức năng, khu vực đại biểu, hệ thống nhà vệ sinh...
Đồng thời, xây mới khu vực nhà ở VĐV các đội thể thao thuộc Trung tâm Huấn luyện và Thi đấu thể thao tỉnh; phòng tập và phục hồi thể lực cho VĐV; xây mới 1 sân tennis ở vị trí bên hông Nhà thi đấu; lắp đặt thêm bảng điện tử ở khu vực khán đài D...
Đặc biệt, mặt sân cỏ bermuda thay cho cỏ lá gừng truyền thống đã tăng tính chất lượng cho mặt sân, giảm thiểu nguy cơ chấn thương cho các cầu thủ. Hệ thống tưới nước hiện đại thông qua điện thoại thông minh còn giúp bảo dưỡng mặt sân được tốt nhất.
Trước mùa giải V.League 2022, sân còn được thay mới dàn đèn để phục vụ các trận thi đấu vào khung 17 giờ hay 18 giờ. Đây cũng là sân vận động đầu tiên tại Việt Nam ứng dụng công nghệ chiếu sáng LED hiện đại của Musco Lighting với nhiều ưu điểm giúp gia tăng về hiệu suất ánh sáng nhưng lại giảm thiểu mức tiêu thụ điện năng hơn so với các hệ thống khác.
Mùa giải V.League 2023 - 24, sân vận động Quy Nhơn đã nâng cấp, cải tạo, hệ thống chiếu sáng và đã được VPF kiểm tra, đo đạc với chỉ số trung bình gần 1.300 LUX. Theo quy định hiện hành, chỉ số đạt tiêu chuẩn là từ 1.200 - 1.500 LUX. Với chi số này, sân vận động Quy Nhơn đáp ứng đủ các tiêu chuẩn, đảm bảo điều kiện thi đấu V.League mùa giải 2023 - 24.
Sân vận động Quy Nhơn hiện được xem là sân bóng đẹp và hiện đại nhất miền Trung. Ngoài phục vụ cho câu lạc bộ bóng đá Quy Nhơn Bình Định, sân vận động Quy Nhơn còn sẵn sàng đón đội tuyển Việt Nam về đây tập luyện.

## Trang phục thi đấu
| Giai đoạn | Hãng áo đấu | Nhà tài trợ in lên áo                               |
| --------- | ----------- | --------------------------------------------------- |
| 2001-2002 | Adidas      | Strata (V-League) SAMSUNG (cúp Quốc gia) Tiger Beer |
| 2003      | không có    | Vinausteel (cúp Quốc gia)                           |
| 2004      | không có    | SAMSUNG (cúp Quốc gia)                              |
| 2005      | Grand Sport | Hoa Lâm Bình Định                                   |
| 2006–2007 | không có    | PISICO Bình Định                                    |
| 2008      | không có    | Sơn BOSS                                            |
| 2009–2011 | không có    | SQC                                                 |
| 2012–2013 | không có    | không có                                            |
| 2018      | không có    | TMS                                                 |
| 2019      | không có    | không có                                            |
| 2020      | Kamito      | không có                                            |
| 2021–2023 | Kamito      | Topenland                                           |
| 2023–     | Kamito      | Merryland Quy Nhơn                                  |

| Áo đấu sân nhà | Áo đấu sân nhà | Áo đấu sân nhà | Áo đấu sân nhà | Áo đấu sân nhà | Áo đấu sân nhà |
| -------------- | -------------- | -------------- | -------------- | -------------- | -------------- |
| 2003           | 2018           | 2019           | 2/2022–3/2022  | 3/2022–9/2023  | 10/2023        |

| Áo đấu sân khách | Áo đấu sân khách |
| ---------------- | ---------------- |
| 2019             | 2022             |

| Áo đấu thứ 3 |
| ------------ |
| 2022         |

## Danh hiệu

### Danh hiệu quốc gia
- V.League 1
  -  Á quân (1): 2023–24
  -  Hạng 3 (2): 2006, 2022
  - Giải phong cách: 2007
- Cúp Quốc gia
  -  Vô địch (2): 2003, 2004
  -  Á quân (2): 2007, 2022
  -  Hạng 3 (1): 2023
- V.League 2
  -  Vô địch (2): 2000–01, 2020

### Danh hiệu cấp độ trẻ
- Vô địch U-21 Quốc gia
  -  Vô địch (1): 2005
  -  Hạng 3 (1): 2015
- Vô địch U-15 Quốc gia
  -  Hạng 3 (3): 2002, 2003, 2006
- Vô địch U-13 Quốc gia
  -  Á quân (1): 2010

### Danh hiệu giao hữu
- Cúp Tứ hùng TP.HCM
  -  Vô địch (1): 2020

## Các cầu thủ nổi tiếng
- Võ Văn Cang
- Tống Anh Hoàng
- Dương Ngọc Hùng
- Lê Thanh Huy
- Lê Văn Minh
- Nguyễn Văn Thìn
- Võ Văn Cang
- Nguyễn Văn Hà
- Lân Móm
- Phan Kim Lân
- Đặng Gia Mẫn
- Lê Minh Mính
- Trần Đoàn Khoa Thanh
- Lê Kim Bình
- Issawa Singthong
- Pipat Thonkanya
- Sandro Nogueira
- William Jadot
- Blessing Ughojo
- Nirut Surasiang
- Sarayoot Chaikamdee
- Aniekan Ekpe Okon
- Nguyễn Ngọc Thiện
- Nguyễn Văn Thìn
- Trần Minh Quang
- Nguyễn Văn Cường
- Tô Vĩnh Lợi
- Hồ Tấn Tài
- Đặng Văn Lâm
- Cao Văn Triền
- Adriano Schmidt
- Đỗ Văn Thuận
- Hendrio Araujo
- Rafaelson
- Jeremie Dwayne Lynch
- Marlon Rangel
- Lê Ngọc Bảo
- Léo Artur
- Alan Sebastião

## Huấn luyện viên
- Arjharn Songamsak
- Dương Ngọc Hùng 2006–2007
- Nguyễn Ngọc Thiện 2008
- Dương Ngọc Hùng 2008–2010
- Nguyễn Ngọc Thiện 2011
- Trần Kim Đức 2011
- Hoàng Văn Gia 2011–2012
- Trần Kim Đức 2012
- Nguyễn Văn Hùng 2012–2013
- Nguyễn Thành Lợi 2013
- Phan Tôn Quyền 2010, 2014–2017
- Bùi Đoàn Quang Huy 2018
- Phan Tôn Quyền 2019
- Nguyễn Đức Thắng 2019–2023
- Bùi Đoàn Quang Huy 2023-2025
- Trần Minh Chiến 2025
- Trịnh Duy Quang 2025-nay

## Lãnh đạo đội bóng hiện tại
| Chức vụ                 | Tên              |
| ----------------------- | ---------------- |
| Chủ tịch điều hành      | Nguyễn Văn Cường |
| Giám đốc điều hành      | Nguyễn Hữu Sang  |
| Trưởng đoàn             | Nguyễn Hữu Sang  |
| Huấn luyện viên         | Trịnh Duy Quang  |
| Trợ lý Huấn luyện viên  | Trần Hùng Cường  |
| Huấn luyện viên thủ môn | Nguyễn Văn Cường |
| Huấn luyện viên Thể lực | Philip Neiland   |
| Bác sĩ                  | Trần Ngọc Mạnh   |

## Đội hình hiện tại
Tính đến 13 tháng 3 năm 2025
Ghi chú: Quốc kỳ chỉ đội tuyển quốc gia được xác định rõ trong điều lệ tư cách FIFA. Các cầu thủ có thể giữ hơn một quốc tịch ngoài FIFA.
| Số | VT | Quốc gia | Cầu thủ                                            |
| -- | -- | -------- | -------------------------------------------------- |
| 2  | HV | Việt Nam | Dương Văn Khoa                                     |
| 3  | HV | Việt Nam | Trần Phạm Bảo Tuấn (mượn từ Thể Công – Viettel)    |
| 4  | HV | Việt Nam | Phan Ngọc Tín                                      |
| 5  | HV | Việt Nam | Lục Xuân Hưng                                      |
| 6  | TV | Việt Nam | Vũ Minh Tuấn                                       |
| 7  | TV | Việt Nam | Phạm Đức Huy                                       |
| 8  | TV | Việt Nam | Mạc Hồng Quân                                      |
| 9  | HV | Việt Nam | Hoàng Xuân Tân                                     |
| 10 | TĐ | Brasil   | Alisson Farias                                     |
| 11 | TV | Việt Nam | Mai Xuân Quyết                                     |
| 14 | TV | Séc      | Dương Thanh Tùng                                   |
| 15 | HV | Việt Nam | Vũ Xuân Cường                                      |
| 16 | TV | Việt Nam | Đinh Thành Luân                                    |
| 17 | HV | Việt Nam | Nguyễn Đức Hoàng Minh (mượn từ Thể Công – Viettel) |

| Số | VT | Quốc gia | Cầu thủ                    |
| -- | -- | -------- | -------------------------- |
| 18 | HV | Việt Nam | Trần Trọng Hiếu            |
| 21 | TĐ | Việt Nam | Đào Gia Việt               |
| 23 | TV | Việt Nam | Cao Văn Triền (đội trưởng) |
| 25 | TM | Việt Nam | Nguyễn Anh Tuấn            |
| 26 | TM | Việt Nam | Huỳnh Tuấn Linh (đội phó)  |
| 29 | HV | Việt Nam | Cao Trần Hoàng Hùng        |
| 31 | HV | Việt Nam | Phạm Hoài Dương            |
| 36 | HV | Việt Nam | Trương Văn Thiết           |
| 67 | TĐ | Việt Nam | Ngô Hồng Phước             |
| 68 | TM | Việt Nam | Nguyễn Hoài Anh            |
| 77 | TĐ | Việt Nam | Lê Thanh Phong             |
| 81 | TV | Việt Nam | Đoàn Thanh Trường          |
| 94 | HV | Colombia | Luis Salazar               |
| 99 | TĐ | Colombia | Rodrigo Rivas              |

### Các cầu thủ khác theo hợp đồng
Ghi chú: Quốc kỳ chỉ đội tuyển quốc gia được xác định rõ trong điều lệ tư cách FIFA. Các cầu thủ có thể giữ hơn một quốc tịch ngoài FIFA.
| Số | VT | Quốc gia | Cầu thủ          |
| -- | -- | -------- | ---------------- |
| 19 | TĐ | Brasil   | Léo              |
| 20 | HV | Việt Nam | Nguyễn Sỹ Nam    |
| 22 | HV | Việt Nam | Nguyễn Ngọc Toàn |

| Số | VT | Quốc gia | Cầu thủ       |
| -- | -- | -------- | ------------- |
| 24 | TM | Việt Nam | Vũ Ngọc Mạnh  |
| 27 | TV | Việt Nam | Ngô Xuân Toàn |

### Cho mượn
Ghi chú: Quốc kỳ chỉ đội tuyển quốc gia được xác định rõ trong điều lệ tư cách FIFA. Các cầu thủ có thể giữ hơn một quốc tịch ngoài FIFA.
| Số | VT | Quốc gia | Cầu thủ                                         |
| -- | -- | -------- | ----------------------------------------------- |
| 5  | HV | Việt Nam | Trần Văn Thái (cho mượn đến Khatoco Khánh Hòa)  |
| 17 | TV | Việt Nam | Nguyễn Hải Chi Nguyện (cho mượn đến Đồng Nai)   |
| 19 | TV | Việt Nam | Nguyễn Đức Hữu (cho mượn đến Khatoco Khánh Hòa) |

| Số | VT | Quốc gia | Cầu thủ                                              |
| -- | -- | -------- | ---------------------------------------------------- |
| 29 | TV | Việt Nam | Nguyễn Võ Minh Hiếu (cho mượn đến Đồng Nai)          |
| 32 | TV | Việt Nam | Nguyễn Đoàn Duy Anh (cho mượn đến Khatoco Khánh Hòa) |

## Thành tích thi đấu

### Trong nước
| Chú giải màu sắc | Chú giải màu sắc |
| ---------------- | ---------------- |
| Vô địch          |                  |
| Á quân           |                  |
| Hạng ba          |                  |
| Hạng tư          |                  |
| Thăng hạng       |                  |
| Tranh trụ hạng   | Thắng play-off   |
| Tranh trụ hạng   | Thua play-off    |
| Xuống hạng       |                  |

| Thành tích của Bình Định từ khi V.League được thành lập | Thành tích của Bình Định từ khi V.League được thành lập | Thành tích của Bình Định từ khi V.League được thành lập | Thành tích của Bình Định từ khi V.League được thành lập | Thành tích của Bình Định từ khi V.League được thành lập | Thành tích của Bình Định từ khi V.League được thành lập | Thành tích của Bình Định từ khi V.League được thành lập | Thành tích của Bình Định từ khi V.League được thành lập | Thành tích của Bình Định từ khi V.League được thành lập | Thành tích của Bình Định từ khi V.League được thành lập | Thành tích của Bình Định từ khi V.League được thành lập | Thành tích của Bình Định từ khi V.League được thành lập | Thành tích của Bình Định từ khi V.League được thành lập |
| Năm                                                     | Hạng đấu                                                | Hạng đấu                                                | Hạng đấu                                                | Hạng đấu                                                | Thành tích                                              | St                                                      | T                                                       | H                                                       | B                                                       | Bt                                                      | Bb                                                      | Điểm                                                    |
| Năm                                                     | I                                                       | II                                                      | III                                                     | IV                                                      | Thành tích                                              | St                                                      | T                                                       | H                                                       | B                                                       | Bt                                                      | Bb                                                      | Điểm                                                    |
| ------------------------------------------------------- | ------------------------------------------------------- | ------------------------------------------------------- | ------------------------------------------------------- | ------------------------------------------------------- | ------------------------------------------------------- | ------------------------------------------------------- | ------------------------------------------------------- | ------------------------------------------------------- | ------------------------------------------------------- | ------------------------------------------------------- | ------------------------------------------------------- | ------------------------------------------------------- |
| 2000–01                                                 |                                                         |                                                         |                                                         |                                                         | Vô địch                                                 | 22                                                      | 13                                                      | 5                                                       | 4                                                       | 46                                                      | 25                                                      | 44                                                      |
| 2001–02                                                 |                                                         |                                                         |                                                         |                                                         | Thứ 4                                                   | 18                                                      | 7                                                       | 5                                                       | 6                                                       | 13                                                      | 12                                                      | 26                                                      |
| 2003                                                    |                                                         |                                                         |                                                         |                                                         | Thứ 4                                                   | 22                                                      | 10                                                      | 5                                                       | 7                                                       | 27                                                      | 21                                                      | 35                                                      |
| 2004                                                    |                                                         |                                                         |                                                         |                                                         | Thứ 7                                                   | 22                                                      | 7                                                       | 6                                                       | 9                                                       | 22                                                      | 30                                                      | 27                                                      |
| 2005                                                    |                                                         |                                                         |                                                         |                                                         | Thứ 10                                                  | 22                                                      | 5                                                       | 10                                                      | 7                                                       | 17                                                      | 21                                                      | 25                                                      |
| 2006                                                    |                                                         |                                                         |                                                         |                                                         | Thứ 3                                                   | 24                                                      | 9                                                       | 9                                                       | 6                                                       | 32                                                      | 22                                                      | 36                                                      |
| 2007                                                    |                                                         |                                                         |                                                         |                                                         | Thứ 6                                                   | 26                                                      | 10                                                      | 6                                                       | 10                                                      | 34                                                      | 36                                                      | 36                                                      |
| 2008                                                    |                                                         |                                                         |                                                         |                                                         | Thứ 12                                                  | 26                                                      | 6                                                       | 10                                                      | 10                                                      | 31                                                      | 48                                                      | 28                                                      |
| 2009                                                    |                                                         |                                                         |                                                         |                                                         | Thứ 4                                                   | 24                                                      | 11                                                      | 4                                                       | 9                                                       | 39                                                      | 36                                                      | 37                                                      |
| 2010                                                    |                                                         |                                                         |                                                         |                                                         | Thứ 3                                                   | 24                                                      | 12                                                      | 4                                                       | 8                                                       | 44                                                      | 32                                                      | 40                                                      |
| 2011                                                    |                                                         |                                                         |                                                         |                                                         | Thứ 3                                                   | 26                                                      | 13                                                      | 6                                                       | 7                                                       | 31                                                      | 18                                                      | 45                                                      |
| 2012                                                    |                                                         |                                                         |                                                         |                                                         | Thứ 6                                                   | 26                                                      | 9                                                       | 11                                                      | 6                                                       | 40                                                      | 34                                                      | 38                                                      |
| 2013                                                    |                                                         |                                                         |                                                         |                                                         | Thứ 7                                                   | 14                                                      | 3                                                       | 3                                                       | 8                                                       | 19                                                      | 21                                                      | 12                                                      |
| 2014                                                    |                                                         |                                                         |                                                         |                                                         | Thứ 2                                                   | 5                                                       | 3                                                       | 1                                                       | 1                                                       | 8                                                       | 5                                                       | 10                                                      |
| 2015                                                    |                                                         |                                                         |                                                         |                                                         | Thứ 4                                                   | 14                                                      | 6                                                       | 5                                                       | 3                                                       | 15                                                      | 11                                                      | 23                                                      |
| 2016                                                    |                                                         |                                                         |                                                         |                                                         | Thứ 2                                                   | 13                                                      | 8                                                       | 4                                                       | 1                                                       | 23                                                      | 9                                                       | 28                                                      |
| 2017                                                    |                                                         |                                                         |                                                         |                                                         | Vô địch                                                 | 16                                                      | 9                                                       | 2                                                       | 5                                                       | 20                                                      | 14                                                      | 29                                                      |
| 2018                                                    |                                                         |                                                         |                                                         |                                                         | Thứ 9                                                   | 18                                                      | 4                                                       | 6                                                       | 8                                                       | 21                                                      | 29                                                      | 18                                                      |
| 2019                                                    |                                                         |                                                         |                                                         |                                                         | Thứ 11                                                  | 22                                                      | 5                                                       | 6                                                       | 11                                                      | 18                                                      | 37                                                      | 19                                                      |
| 2020                                                    |                                                         |                                                         |                                                         |                                                         | Vô địch                                                 | 16                                                      | 11                                                      | 2                                                       | 3                                                       | 29                                                      | 12                                                      | 32                                                      |
| 2021                                                    |                                                         |                                                         |                                                         |                                                         | Mùa giải bị hủy vì COVID-19                             | Mùa giải bị hủy vì COVID-19                             | Mùa giải bị hủy vì COVID-19                             | Mùa giải bị hủy vì COVID-19                             | Mùa giải bị hủy vì COVID-19                             | Mùa giải bị hủy vì COVID-19                             | Mùa giải bị hủy vì COVID-19                             | Mùa giải bị hủy vì COVID-19                             |
| 2022                                                    |                                                         |                                                         |                                                         |                                                         | Thứ 3                                                   | 24                                                      | 14                                                      | 5                                                       | 5                                                       | 37                                                      | 22                                                      | 47                                                      |
| 2023                                                    |                                                         |                                                         |                                                         |                                                         | Thứ 7                                                   | 20                                                      | 6                                                       | 6                                                       | 8                                                       | 23                                                      | 28                                                      | 24                                                      |
| 2023–24                                                 |                                                         |                                                         |                                                         |                                                         | Thứ 2                                                   | 26                                                      | 13                                                      | 8                                                       | 5                                                       | 47                                                      | 28                                                      | 47                                                      |
| 2024–25                                                 |                                                         |                                                         |                                                         |                                                         | Thứ 14                                                  | 26                                                      | 5                                                       | 6                                                       | 15                                                      | 22                                                      | 43                                                      | 21                                                      |

### AFC Champions League
| Năm       | Thành tích    | Số trận | Thắng | Hòa* | Thua | Bàn thắng | Bàn thua | Đối thủ               | Tỷ số lượt đi | Tỷ số lượt về |
| --------- | ------------- | ------- | ----- | ---- | ---- | --------- | -------- | --------------------- | ------------- | ------------- |
| 2004      | Vòng 1        | 6       | 0     | 1    | 5    | 3         | 17       | Seongnam Ilhwa Chunma | 0-2           | 1-3           |
| 2004      | Vòng 1        | 6       | 0     | 1    | 5    | 3         | 17       | Yokohama F. Marinos   | 0-3           | 0-6           |
| 2004      | Vòng 1        | 6       | 0     | 1    | 5    | 3         | 17       | Persik Kediri         | 2-2           | 0-1           |
| 2005      | Vòng 1        | 6       | 1     | 1    | 4    | 2         | 15       | Busan I'Park          | 0-4           | 0-8           |
| 2005      | Vòng 1        | 6       | 1     | 1    | 4    | 2         | 15       | Krung Thai            | 1-2           | 1-0           |
| 2005      | Vòng 1        | 6       | 1     | 1    | 4    | 2         | 15       | Persebaya             | 0-0           | 0-1           |
| Tổng cộng | 2 lần tham dự | 12      | 1     | 2    | 9    | 5         | 32       | -                     | -             | -             |

## Logo của câu lạc bộ

Boss Bình Định
Quy Nhơn Bình Định